# Trédias
Trédias (bretonisch: Trediarn, Gallo: Trédiarn) ist eine französische Gemeinde mit 504 Einwohnern (Stand 1. Januar 2022) im Département Côtes-d’Armor in der Region Bretagne. Sie gehört zum Arrondissement Saint-Brieuc und zum Kanton Broons. Die Bewohner nennen sich Trédiasais(es).

## Geografie
Trédias liegt etwa 49 Kilometer nordwestlich von Rennes und 36 Kilometer südwestlich von Saint-Malo im Osten des Départements Côtes-d’Armor.

## Geschichte
Die Überreste einer Festung aus keltischer Zeit im Talgrund des Vallée de Rocherel belegen eine frühe Besiedlung. Vom 12. bis zum 16. Jahrhundert war der Ort Durchgangspunkt von Pilgern auf dem Pilgerweg Tro Breiz. Die Gemeinde gehörte von 1793 bis 1801 zum District Broons. Zudem war sie von 1793 bis 1801 Teil des Kantons Megrit und ist seit 1821 Teil des Kantons Broons. Seit 1801 ist Trédias verwaltungstechnisch Teil des Arrondissements Dinan. Erste namentliche Erwähnung von Trédias als Trediarn in einer Urkunde der Abtei von Boquen im Jahr 1148. Im Jahr 1819 wurde die bis dahin eigenständige Gemeinde Saint-Urielle eingegliedert (1806:302 Einwohner).

## Bevölkerungsentwicklung
| Trédias: Einwohnerzahlen von 1793 bis 2016                                                                                 | Trédias: Einwohnerzahlen von 1793 bis 2016 | Trédias: Einwohnerzahlen von 1793 bis 2016 | Trédias: Einwohnerzahlen von 1793 bis 2016 | Trédias: Einwohnerzahlen von 1793 bis 2016 |
| --- | ------------------------------------------ | ------------------------------------------ | ------------------------------------------ | ------------------------------------------ |
| Jahr |                                            |                                            |                                            | Einwohner                                  |
| 1793 | 1793                                       |                                            | 275                                        | 275                                        |
| 1800 | 1800                                       |                                            | 300                                        | 300                                        |
| 1806 | 1806                                       |                                            | 341                                        | 341                                        |
| 1821 | 1821                                       |                                            | 666                                        | 666                                        |
| 1831 | 1831                                       |                                            | 717                                        | 717                                        |
| 1836 | 1836                                       |                                            | 717                                        | 717                                        |
| 1841 | 1841                                       |                                            | 694                                        | 694                                        |
| 1846 | 1846                                       |                                            | 743                                        | 743                                        |
| 1851 | 1851                                       |                                            | 731                                        | 731                                        |
| 1856 | 1856                                       |                                            | 612                                        | 612                                        |
| 1861 | 1861                                       |                                            | 691                                        | 691                                        |
| 1866 | 1866                                       |                                            | 704                                        | 704                                        |
| 1872 | 1872                                       |                                            | 726                                        | 726                                        |
| 1876 | 1876                                       |                                            | 790                                        | 790                                        |
| 1881 | 1881                                       |                                            | 779                                        | 779                                        |
| 1886 | 1886                                       |                                            | 820                                        | 820                                        |
| 1891 | 1891                                       |                                            | 816                                        | 816                                        |
| 1896 | 1896                                       |                                            | 824                                        | 824                                        |
| 1901 | 1901                                       |                                            | 813                                        | 813                                        |
| 1906 | 1906                                       |                                            | 805                                        | 805                                        |
| 1911 | 1911                                       |                                            | 817                                        | 817                                        |
| 1921 | 1921                                       |                                            | 735                                        | 735                                        |
| 1926 | 1926                                       |                                            | 703                                        | 703                                        |
| 1931 | 1931                                       |                                            | 684                                        | 684                                        |
| 1936 | 1936                                       |                                            | 656                                        | 656                                        |
| 1946 | 1946                                       |                                            | 615                                        | 615                                        |
| 1954 | 1954                                       |                                            | 605                                        | 605                                        |
| 1962 | 1962                                       |                                            | 560                                        | 560                                        |
| 1968 | 1968                                       |                                            | 544                                        | 544                                        |
| 1975 | 1975                                       |                                            | 532                                        | 532                                        |
| 1982 | 1982                                       |                                            | 510                                        | 510                                        |
| 1990 | 1990                                       |                                            | 478                                        | 478                                        |
| 1999 | 1999                                       |                                            | 442                                        | 442                                        |
| 2006 | 2006                                       |                                            | 450                                        | 450                                        |
| 2011 | 2011                                       |                                            | 525                                        | 525                                        |
| 2016 | 2016                                       |                                            | 482                                        | 482                                        |
| Quelle(n): EHESS/Cassini bis 1999, INSEE ab 2006 Anmerkung(en): Ab 1962 offizielle Zahlen ohne Einwohner mit Zweitwohnsitz |                                            |                                            |                                            |                                            |

Der Anstieg bei der Zählung im Jahre 1821 ist auf die Eingemeindung von Sainte-Urielle im Jahre 1819 zurückzuführen. Die zunehmende Mechanisierung der Landwirtschaft und die hohe Anzahl Gefallener des Ersten Weltkriegs führten zu einem Absinken der Einwohnerzahlen bis auf die Tiefststände in neuerer Zeit.

## Sehenswürdigkeiten
- Dorfkirche Saint-Pierre
- Herrenhaus Manoir de La Pommeraye aus dem 16. Jahrhundert
- Herrenhaus Manoir de La Baillie aus dem 16. Jahrhundert
- Herrenhaus Manoir de Bouays-Robert/Bois-Robert aus dem 15. Jahrhundert
- Herrenhaus Manoir de Douairé aus dem 17. Jahrhundert
- die Häuser Maison de la Marche (17. Jahrhundert) und Maison du bourg (erbaut 1651)
- Dorfbrunnen von Saint-Méen aus dem Spätmittelalter
- Herberge Café des Voyageurs in La Chapelle-ès-Fougeretz aus dem 19. Jahrhundert
- Kreuz von Sainte-Urielle
- Gedenkstein aus dem 16. Jahrhundert beim Pfarrhaus
- Vorratshaus aus dem 18. Jahrhundert beim Pfarrhaus
- Teich und Wassermühle beim Manoir de Rocherel
- Apfelpresse aus dem 17. Jahrhundert
- Denkmal für die Gefallenen[3]

Quelle:

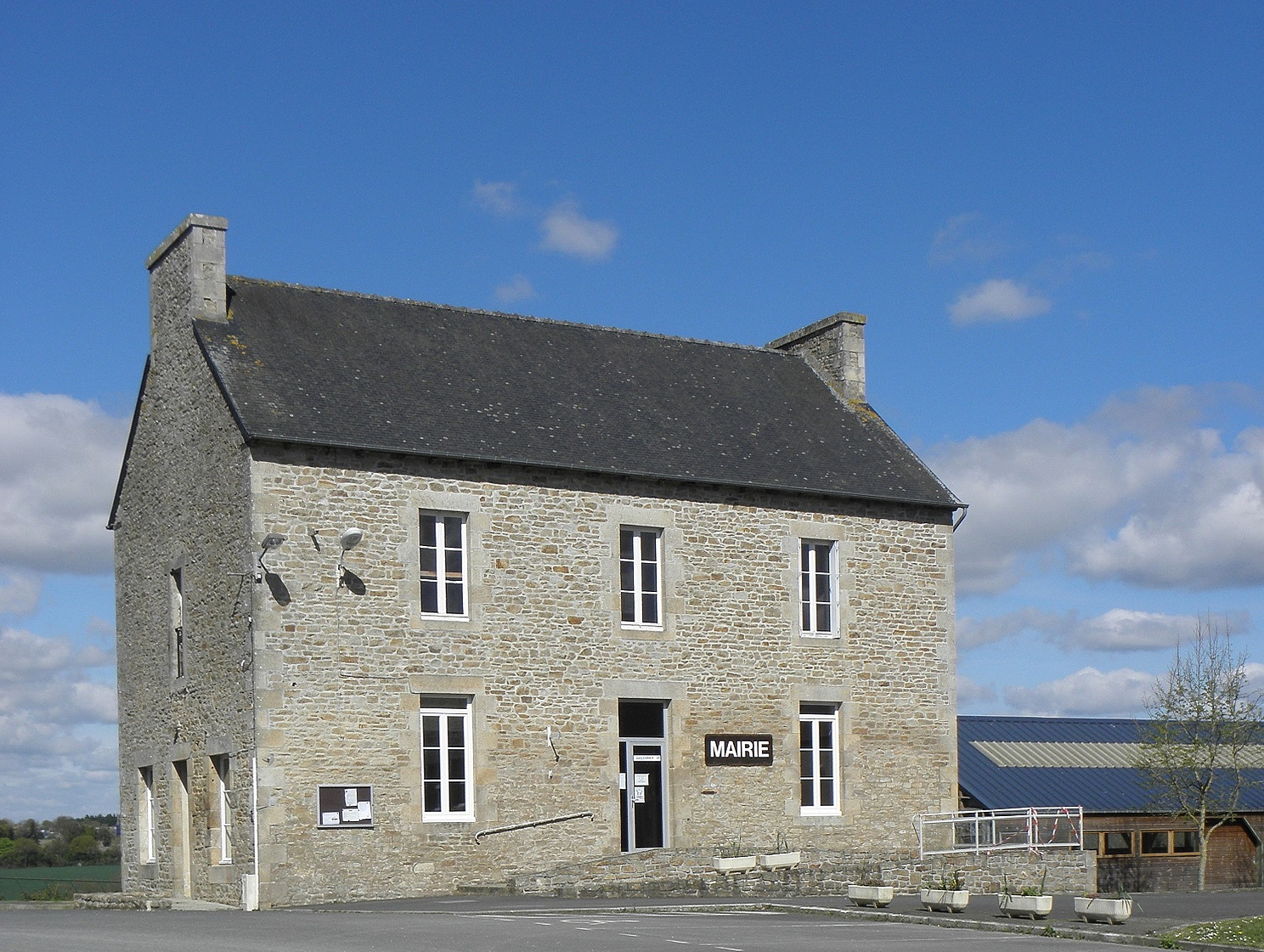
Bürgermeisteramt (Mairie)
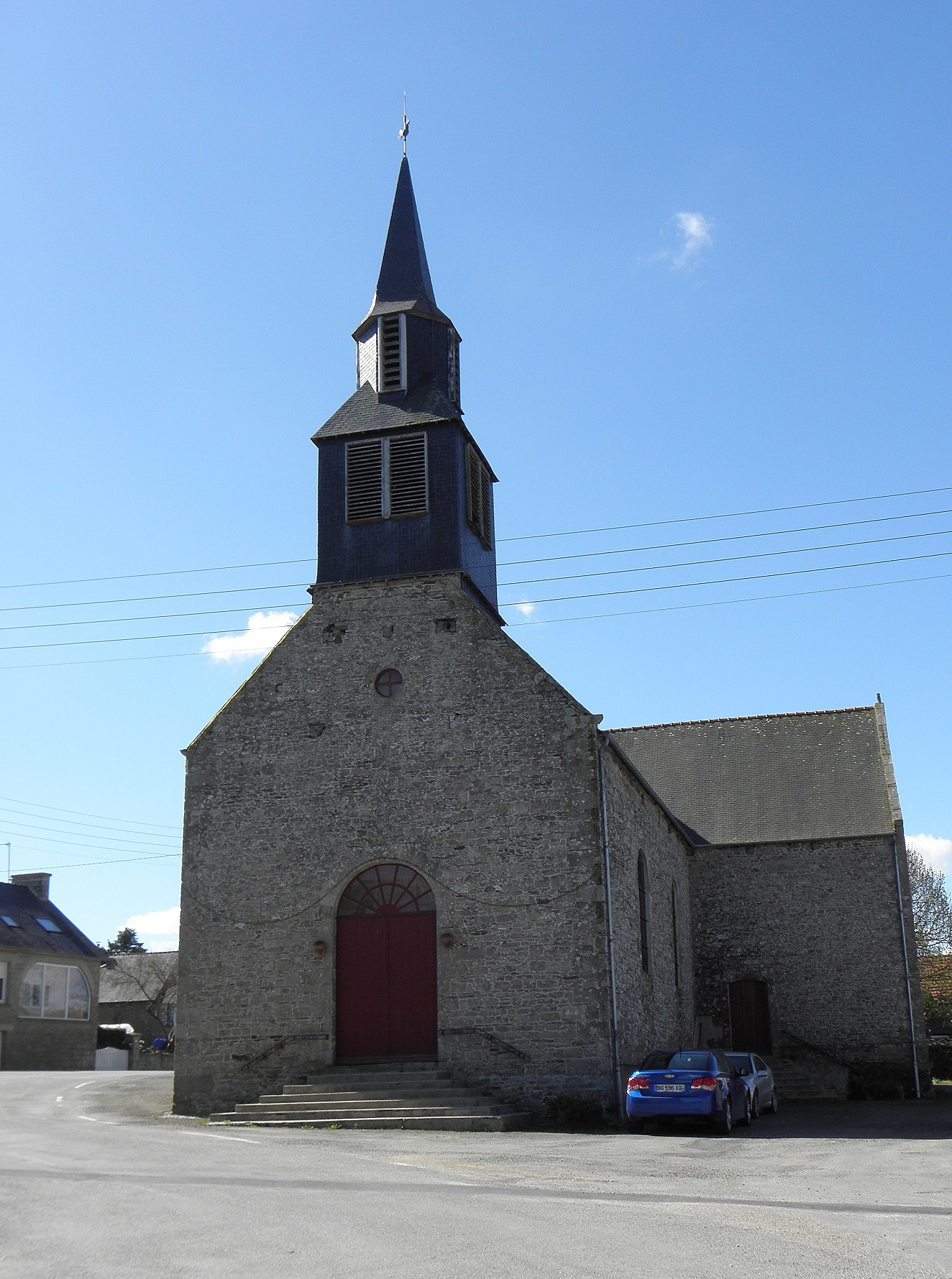
Dorfkirche Saint-Pierre
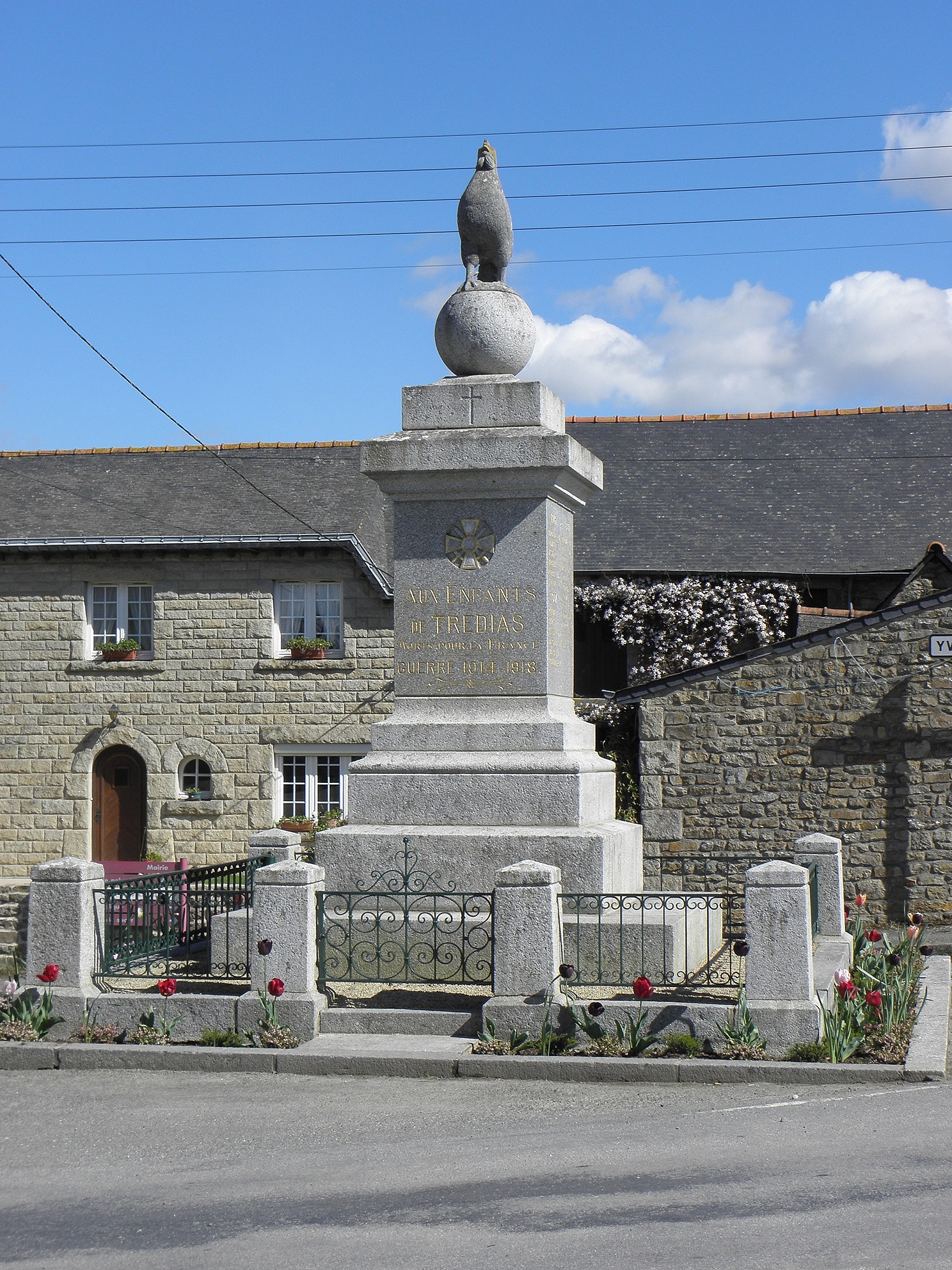
Denkmal für die Gefallenen